# Be ye men of valour
Be Ye Men of Valor is de benaming voor een toespraak door de Britse conservatieve politicus Winston Churchill, kort na zijn aantreden als premier van het Verenigd Koninkrijk ten tijde van de Tweede Wereldoorlog. Het was zijn eerste toespraak tot het Britse volk als premier, negen dagen na zijn benoeming en ten tijde van de Slag om Frankrijk. De toespraak wordt afgesloten met een citaat uit de Engelse vertaling van de christelijke apocriefe geschriften:
Engelse tekst
Arm yourselves, and be ye men of valour, and be in readiness for the conflict; for it is better for us to perish in battle than to look upon the outrage of our nation and our altar. As the Will of God is in Heaven, even so let it be.
Vertaling
Bewapen uzelf, en wees moedig mannen, en wees gereed voor het conflict; want het is beter dat wij in de strijd sterven, dan dat wij zouden aanzien de ellenden van ons volk en van ons heiligdom. Zoals de wil van God in de hemel is, laat het zo zijn. (1 Makkabeeën 3: 58–60) 

## Trivia
Deze toespraak van Churchill keert terug in het nummer Our Solemn Hour van de Nederlandse symfonische metalband Within Temptation. De uitdrukking "een plechtig uur" is ook ontleend aan het begin van de eigenlijke toespraak.